# 伊奈町 (茨城県)

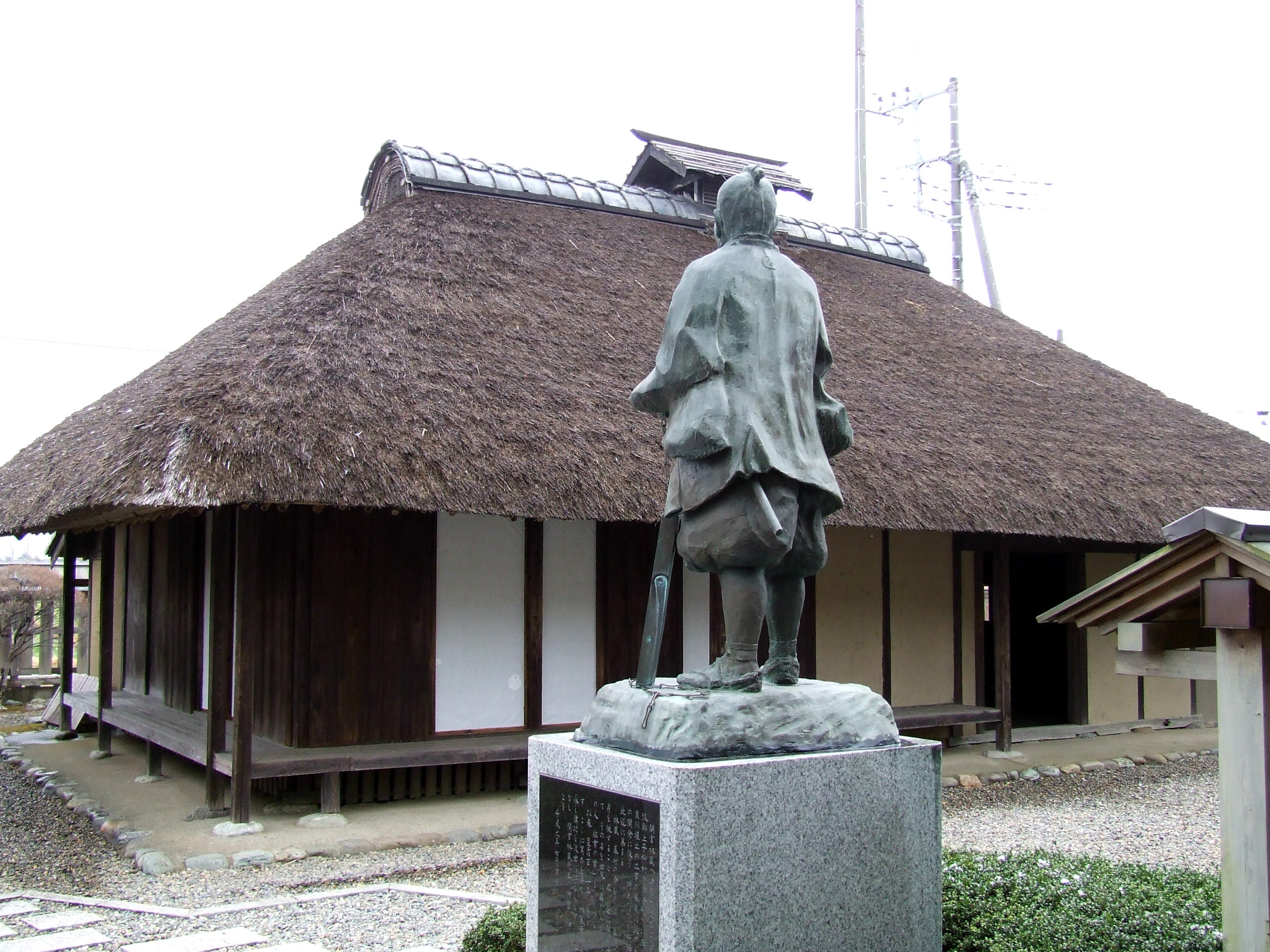
間宮林蔵生家

伊奈町（いなまち）は、かつて茨城県の南部にあった、筑波郡の町である。
2006年3月27日に谷和原村と合併しつくばみらい市となったため、消滅した。

## 地理
茨城県南部に位置する。
- 河川：小貝川

## 歴史
- 1889年（明治22年）4月1日：市町村制度施行により以下の村が発足。
  - 筑波郡三島村・谷井田村・豊村・小張村・板橋村・久賀村
    - 三島村 ← 下島村・中島村・上島村・神住新田・伊丹村・山王新田・福原村・戸茂村・戸崎村
    - 谷井田村 ← 谷井田村・上平柳村・山谷村・中平柳村・下平柳村
    - 豊村 ← 豊体村・青木村・青古新田・福田村・長渡呂新田・弥柳村・狸淵村・長渡呂村
    - 小張村 ← 小張村・市野深村・谷口村・奉社村・新戸村・小島新田・善助新田
    - 板橋村 ← 板橋村・神生村・野掘村・南太田村・勘兵衛新田・武兵衛新田・重右衛門新田・狸穴村・高岡村・大和田村
    - 久賀村 ← 城中村・東栗山村・足高村・浜田村・徳右衛門新田・上萱場村・下萱場村・根新田・弥左衛門新田
- 1954年（昭和29年）7月1日：三島村・谷井田村・豊村・小張村が合併し、伊奈村が発足。
- 1955年（昭和30年）2月21日：伊奈村が久賀村の一部（足高・東栗山・城中）を編入。（久賀村の残部は北相馬郡藤代町の一部となる）
- 1955年（昭和30年）6月10日：板橋村が伊奈村に編入。
- 1985年（昭和60年）4月1日：伊奈村が町制施行し伊奈町となる。
- 2005年（平成17年）8月24日：首都圏新都市鉄道つくばエクスプレス開業。みらい平駅設置。
- 2006年（平成18年）3月27日：谷和原村と合併・市制施行し、つくばみらい市が発足。

## 行政
- 最後の町長：飯島善、合併後のつくばみらい市長

## 交通

### 鉄道
町内に駅はなかった。最寄り駅は、つくばエクスプレスのみらい平駅（所在地は旧・筑波郡谷和原村）。